# آملیا کمپل
آملیا کمپل (به انگلیسی: Amelia Campbell) (زاده ۴ اوت ۱۹۶۵) بازیگر کانادایی-آمریکایی است.
از فیلم‌های معروف او می‌توان به بازی در فیلم تصویر کامل و مقاله اشاره کرد.